# Francesco Ferrari (politico 1922)
Francesco Ferrari (Bessè di Chiuppano, 18 luglio 1922 – Vicenza, 17 aprile 1964) è stato un politico e partigiano italiano.
È stato deputato della III e IV Legislatura per il Partito Comunista Italiano.

## Biografia
Nato a Bessè di Chiuppano (Vicenza) da Angelo Ferrari di Borgomaro (Imperia) e Domenica Gobbo di Treviso, si trasferì con la famiglia a Piovene Rocchette, sempre nel vicentino. Frequentò quindi il Liceo ginnasio Antonio Pigafetta a Vicenza e nel 1938 aderì all'Azione Cattolica di cui, tra il 1939 e il 1942, ricoprì la carica di Delegato Diocesano per le attività cattoliche.
Fu ammesso, tramite Concorso Nazionale, alla Scuola Normale di Pisa nel 1942 per la frequenza alla Facoltà di Lettere della città toscana.
A partire dal 1941 si avvicinò all'antifascismo di matrice azionista. Rientrato a Piovene Rocchette, partecipò quindi alla Resistenza nelle file della "Brigata Mazzini", formatasi a Thiene per l'Altopiano di Asiago, con compiti di collegamento.
Fu tra i 14 fondatori, assieme al comandante Giacomo Chilesotti, della "Brigata Mazzini" e fu verbalizzatore "ai primi di giugno 1944".-.
Questa esperienza bellica venne rievocata nella prima edizione de I piccoli maestri dello scrittore vicentino Luigi Meneghello (1964).
Al termine del conflitto terminò gli studi a Pisa, laureandosi nel luglio del 1949 con una tesi su Petrarca discussa col prof. Luigi Russo, di cui fu assistente volontario nel successivo anno accademico 1949-50.
Si sposò a Forte dei Marmi (Lucca) con Ebe Reggiani il 19 novembre 1950, matrimonio dal quale nacque il 14 luglio 1953 il figlio Angelo.
Nel 1954 ritorno con i familiari a Piovene Rocchette, per stabilirsi l'anno successivo a Vicenza.
Assieme a Mario Sabbatini, negli anni '50 rilanciò la "Società Generale di Mutuo Soccorso", polo culturale che poteva contare su varie strutture quali il "Cinema Odeon" per proiezioni cinematografiche, la "Saletta Lampertico" per conferenze ed incontri nonché una biblioteca.
Negli anni cinquanta iniziò la sua attività politica nella Federazione di Vicenza del P.C.I., partito nelle cui file venne eletto Consigliere Comunale nel 1956.
Nel 1958, candidato alla Camera, venne eletto Deputato al Parlamento per la III legislatura.
Fu successivamente rieletto sia nel Consiglio Comunale di Vicenza, dove rivestì la carica di Capogruppo, che alla Camera per la IV legislatura (1963), rimanendo in carica fino al 1964, venendo sostituito da Giancarlo Morelli nel corso della legislatura stessa.
Si impegnò, assieme al Consigliere Comunale Lino Nicoletti del P.C.I. affinché alla Città di Vicenza venisse concesso il Parco Querini, che stava per essere lottizzato in villette.-.
Morì nel 1964 per un attacco cardiaco.